# Општина Мартинез де ла Торе (Веракруз)
Мартинез де ла Торе (шп. Martínez de la Torre) општина је у Мексику у савезној држави Веракруз. Општина се налази на надморској висини од 77 м.

## Становништво
Према подацима из 2010. у општини је живело 101358 становника.

### Хронологија
| Година       | 2000                   | 2005                  | 2010                   |
| ------------ | ---------------------- | --------------------- | ---------------------- |
| Становништво | 119166 (57782 / 61384) | 97768 (46975 / 50793) | 101358 (48561 / 52797) |

### Попис
| \| \| м \| \| \| ж \| \| 0—2 \| 2.645 \| \| \| 2.537 \| \| 3—5 \| 2.871 \| \| \| 2.781 \| \| 6—11 \| 6.106 \| \| \| 5.725 \| \| 12—14 \| 2.962 \| \| \| 3.013 \| \| 15—17 \| 3.005 \| \| \| 3.060 \| \| 18—24 \| 5.906 \| \| \| 6.398 \| \| 60+ \| 4.711 \| \| \| 5.191 \| \| Просек : \| 29,1 \| \| \| 30,5 \| |       |  |  |       |
| |       |  |  |       |
| | м     |  |  | ж     |
| 0—2 | 2.645 |  |  | 2.537 |
| 3—5 | 2.871 |  |  | 2.781 |
| 6—11 | 6.106 |  |  | 5.725 |
| 12—14 | 2.962 |  |  | 3.013 |
| 15—17 | 3.005 |  |  | 3.060 |
| 18—24 | 5.906 |  |  | 6.398 |
| 60+ | 4.711 |  |  | 5.191 |
| Просек : | 29,1  |  |  | 30,5  |

| #   | Индикатор                                                                                        | Вредност |
| --- | ------------------------------------------------------------------------------------------------ | -------- |
| 1   | Становништво од 0 до 2 године                                                                    | 5182     |
| 2   | Мушко становништво од 0 до 2 године                                                              | 2645     |
| 3   | Женско становништво од 0 до 2 године                                                             | 2537     |
| 4   | Становништво са 3 и више година                                                                  | 95607    |
| 5   | Мушко становништво са 3 и више година                                                            | 45631    |
| 6   | Женско становништво са 3 и више година                                                           | 49976    |
| 7   | Становништво са 5 и више година                                                                  | 91890    |
| 8   | Мушко становништво са 5 и више година                                                            | 43761    |
| 9   | Женско становништво са 5 и више година                                                           | 48129    |
| 10  | Становништво са 12 и више година                                                                 | 78124    |
| 11  | Мушко становништво са 12 и више година                                                           | 36654    |
| 12  | Женско становништво са 12 и више година                                                          | 41470    |
| 13  | Становништво са 15 и више година                                                                 | 72149    |
| 14  | Мушко становништво са 15 и више година                                                           | 33692    |
| 15  | Женско становништво са 15 и више година                                                          | 38457    |
| 16  | Становништво са 18 и више година                                                                 | 66084    |
| 17  | Мушко становништво са 18 и више година                                                           | 30687    |
| 18  | Женско становништво са 18 и више година                                                          | 35397    |
| 19  | Становништво од 3 до 5 година                                                                    | 5652     |
| 20  | Мушко становништво од 3 до 5 година                                                              | 2871     |
| 21  | Женско становништво од 3 до 5 година                                                             | 2781     |
| 22  | Становништво од 6 до 11 година                                                                   | 11831    |
| 23  | Мушко становништво од 6 до 11 година                                                             | 6106     |
| 24  | Женско становништво од 6 до 11 година                                                            | 5725     |
| 25  | Становништво од 8 до 14 година                                                                   | 14004    |
| 26  | Мушко становништво од 8 до 14 година                                                             | 7105     |
| 27  | Женско становништво од 8 до 14 година                                                            | 6899     |
| 28  | Становништво од 12 до 14 година                                                                  | 5975     |
| 29  | Мушко становништво од 12 до 14 година                                                            | 2962     |
| 30  | Женско становништво од 12 до 14 година                                                           | 3013     |
| 31  | Становништво од 15 до 17 година                                                                  | 6065     |
| 32  | Мушко становништво од 15 до 17 година                                                            | 3005     |
| 33  | Женско становништво од 15 до 17 година                                                           | 3060     |
| 34  | Становништво од 18 до 24 године                                                                  | 12304    |
| 35  | Мушко становништво од 18 до 24 године                                                            | 5906     |
| 36  | Женско становништво од 18 до 24 године                                                           | 6398     |
| 37  | Женско становништво од 15 до 49 година                                                           | 28556    |
| 38  | Становништво са 60 и више година                                                                 | 9902     |
| 39  | Мушко становништво са 60 и више година                                                           | 4711     |
| 40  | Женско становништво са 60 и више година                                                          | 5191     |
| 41  | Однос између мушкараца и жена                                                                    | 91.98    |
| 42  | Становништво од нуле до 14 година                                                                | 28640    |
| 43  | Становништво од 15 до 64 године                                                                  | 65230    |
| 44  | Становништво од 65 година и више                                                                 | 6919     |
| 45  | Просечан број деце                                                                               | 2.29     |
| 46  | Становништво рођено у ентитету                                                                   | 89065    |
| 47  | Мушко становништво рођено у ентитету                                                             | 42584    |
| 48  | Женско становништво рођено у ентитету                                                            | 46481    |
| 49  | Становништво рођено у другом ентитету                                                            | 11172    |
| 50  | Мушко становништво рођено у другом ентитету                                                      | 5433     |
| 51  | Женско становништво рођено у другом ентитету                                                     | 5739     |
| 52  | Становништво од 5 година и више резидентно у ентитету у јуну 2005. године                        | 87798    |
| 53  | Мушко становништво старосног доба од 5 година и више, резидентно у ентитету у јуну 2005. године  | 41524    |
| 54  | Женско становништво старосног доба од 5 и више година, резидентно у ентитету у јуну 2005. године | 46274    |
| 55  | Становништво од 5 година и више које је живело у другом ентитету у јуну 2005. године             | 2536     |
| 56  | Мушко становништво старије од 5 година које је живело у другом ентитету у јуну 2005. године      | 1279     |
| 57  | Женско становништво старије од 5 година које је живело у другом ентитету у јуну 2005. године     | 1257     |
| 58  | Становништво од 3 године и више које говори аутохтони језик                                      | 959      |
| 59  | Мушко становништво старо 3 године и више које говори аутохтони језик                             | 503      |
| 60  | Женско становништво старо 3 године и више које говори аутохтони језик                            | 456      |
| 61  | Становништво од 3 године и више које говори аутохтони језик и не говори шпански језик            | 4        |
| 62  | Мушко становништво старо 3 године и више које говори аутохтони језик и не говори шпански         | 1        |
| 63  | Женско становништво старо 3 године и више које говори аутохтони језик и не говори шпански језик  | 3        |
| 64  | Становништво старо 3 године и више које говори аутохтони језик и шпански                         | 799      |
| 65  | Мушко становништво старо 3 године и више које говори аутохтони језик и шпански                   | 420      |
| 66  | Женско становништво старо 3 године и више које говори аутохтони језик и шпански                  | 379      |
| 67  | Становништво од 5 година и више које говори аутохтони језик                                      | 956      |
| 68  | Становништво од 5 година и више које говори аутохтони језик и не говори шпански језик            | 4        |
| 69  | Становништво од 5 година и више које говори аутохтони језик и говори шпански језик               | 798      |
| 70  | Становништво у домородачким домаћинствима                                                        | 2417     |
| 71  | Становништво са ограничењима у активностима                                                      | 4249     |
| 72  | Становништво са ограниченим ходањем или кретањем, горе или доле                                  | 2054     |
| 73  | Становници са ограничењима вида, чак и уз кориштење сочива                                       | 1376     |
| 74  | Становништво са ограничењима говора, комуникације или конверзације                               | 451      |
| 75  | Становништво са ограниченим слухом                                                               | 469      |
| 76  | Становништво са ограничењима при одевању, купању или јелу                                        | 205      |
| 77  | Становништво са ограничењима у опажању или учењу једноставних ствари                             | 183      |
| 78  | Становништво са менталним ограничењима                                                           | 388      |
| 79  | Становништво без ограничења активности                                                           | 95863    |
| 80  | Становништво од 3 до 5 година које не похађа школу                                               | 3151     |
| 81  | Мушко становништво од 3 до 5 година које не похађа школу                                         | 1614     |
| 82  | Женско становништво од 3 до 5 година које не похађа школу                                        | 1537     |
| 83  | Становништво од 6 до 11 година које не похађа школу                                              | 462      |
| 84  | Мушко становништво од 6 до 11 година које не похађа школу                                        | 261      |
| 85  | Женско становништво од 6 до 11 година које не похађа школу                                       | 201      |
| 86  | Становништво од 12 до 14 година које не похађа школу                                             | 491      |
| 87  | Мушко становништво од 12 до 14 година које не похађа школу                                       | 269      |
| 88  | Женско становништво од 12 до 14 година које не похађа школу                                      | 222      |
| 89  | Становништво од 15 до 17 година похађа школу                                                     | 4201     |
| 90  | Мушко становништво од 15 до 17 година похађа школу                                               | 2028     |
| 91  | Женско становништво између 15 и 17 година живота у школи                                         | 2173     |
| 92  | Становништво од 18 до 24 године похађа школу                                                     | 3291     |
| 93  | Мушко становништво од 18 до 24 године похађа школу                                               | 1633     |
| 94  | Женско становништво од 18 до 24 године похађа школу                                              | 1658     |
| 95  | Становништво од 8 до 14 година које не може да чита и пише                                       | 528      |
| 96  | Мушко становништво старосног доба од 8 до 14 година које не може да чита и пише                  | 316      |
| 97  | Женско становништво старосног доби од 8 до 14 година које не може да чита и пише                 | 212      |
| 98  | Становништво од 15 година и више које је неписмено                                               | 6324     |
| 99  | Мушко становништво од 15 година и више које је неписмено                                         | 2485     |
| 100 | Женско становништво од 15 година и више које је неписмено                                        | 3839     |
| 101 | Становништво старо 15 и више година без школовања                                                | 7011     |
| 102 | Мушко становништво старо 15 и више година без школовања                                          | 2921     |
| 103 | Женско становништво старо 15 и више година без школовања                                         | 4090     |
| 104 | Становништво старосног доба 15 и више година са непотпуним основним образовањем                  | 11341    |
| 105 | Мушко становништво старосног доба од 15 година и више са непотпуном основним образовањем         | 5229     |
| 106 | Женско становништво старосног доба 15 и више година са непотпуном основним образовањем           | 6112     |
| 107 | Становништво старо 15 и више година са комплетним основним образовањем                           | 11924    |
| 108 | Мушко становништво старо 15 година и више са комплетним основним образовањем                     | 5455     |
| 109 | Женско становништво старо 15 и више година са комплетним основним образовањем                    | 6469     |
| 110 | Становништво старосног доба 15 и више година са непотпуним средњим образовањем                   | 4176     |
| 111 | Мушко становништво старосног доба од 15 година и више са непотпуним средњим образовањем          | 2114     |
| 112 | Женско становништво старосног доба од 15 година и више са непотпуним средњим образовањем         | 2062     |
| 113 | Становништво старо 15 и више година са пуним секундарном образовањем                             | 14545    |
| 114 | Мушко становништво старосног доба од 15 година и више са пуним секундарном образовањем           | 6926     |
| 115 | Женско становништво старосног доба од 15 година и више са пуним секундарном образовањем          | 7619     |
| 116 | Становништво старије од 18 година са постосновним образовањем                                    | 20795    |
| 117 | Мушко становништво старије од 18 година са постосновним образовањем                              | 10039    |
| 118 | Женско становништво старије од 18 година са постосновним образовањем                             | 10756    |
| 119 | Просечна оцена школовања                                                                         | 7.87     |
| 120 | Просечан ниво образовања мушке популације                                                        | 8.03     |
| 121 | Просечан ниво образовања женског становништва                                                    | 7.73     |
| 122 | Економски активно становништво                                                                   | 40868    |
| 123 | Економски активна мушка популација                                                               | 27554    |
| 124 | Економски активна женска популација                                                              | 13314    |
| 125 | Становништво које није економски активно                                                         | 36844    |
| 126 | Мушко становништво које није економски активно                                                   | 8860     |
| 127 | Женско становништво које није економски активно                                                  | 27984    |
| 128 | Запослено становништво                                                                           | 39684    |
| 129 | Запослено мушко становништво                                                                     | 26605    |
| 130 | Запослено женско становништво                                                                    | 13079    |
| 131 | Незапослена популација                                                                           | 1184     |
| 132 | Незапослена мушка популација                                                                     | 949      |
| 133 | Незапослена женска популација                                                                    | 235      |
| 134 | Становништво без права на здравствене услуге                                                     | 41292    |
| 135 | Становништво које има право на здравствене услуге                                                | 59259    |
| 136 | Становништво које има право на ИМСС                                                              | 26156    |
| 137 | Становништво које има право на социјално осигурање                                               | 6114     |
| 138 | Становништво које има право на државно социјално осигурање                                       | 175      |
| 139 | Становништво које има право на опште осигурање или здравствено осигурање за нову генерацију      | 24587    |
| 140 | Становништво које је било једном или није било у браку током 12 година и више                    | 25653    |
| 141 | Венчано или уједињено становништво од 12 година и више                                           | 42863    |
| 142 | Становништво које је било у браку или уједињено 12 година и више                                 | 9458     |
| 143 | Становништво са католичком религијом                                                             | 81007    |
| 144 | Протестанти, еванђелисти и библијски следбеници различити од еванђелиста                         | 11920    |
| 145 | Становништво са другим религијама различитим од претходних                                       | 79       |
| 146 | Становништво без религије                                                                        | 5986     |
| 147 | Укупно пописаних домаћинства                                                                     | 27550    |
| 148 | Пописна домаћинства на челу са мушкарцима                                                        | 19331    |
| 149 | Пописна домаћинства на челу са женама                                                            | 8219     |
| 150 | Становништво у пописним домаћинствима                                                            | 100742   |
| 151 | Становништво у пописним домаћинствима на челу са мушкарцима                                      | 73598    |
| 152 | Становништво у пописним домаћинствима на челу са женама                                          | 27144    |
| 153 | Укупно домаћинстава                                                                              | 33658    |
| 154 | Укупно насељених домаћинстава                                                                    | 27732    |
| 155 | Укупно приватних кућа                                                                            | 33476    |
| 156 | Насељени приватни домови                                                                         | 27550    |
| 157 | Укупно насељених приватних кућа                                                                  | 27729    |
| 158 | Ненасељене приватне куће                                                                         | 4351     |
| 159 | Појединачна домаћинства за привремену употребу                                                   | 1575     |
| 160 | Становници у насељеним приватним кућама                                                          | 100742   |
| 161 | Насељеност станара у приватним становима                                                         | 3.66     |
| 162 | Просечно становника по соби у приватним насељеним домаћинствима                                  | 1.11     |
| 163 | Појединачна домаћинства са подовима од различитих материјала од земље                            | 23494    |
| 164 | Појединачна домаћинства у приземљу                                                               | 3907     |
| 165 | Појединачна домаћинства са једном спаваћом собом                                                 | 12569    |
| 166 | Појединачна домаћинства са две спаваће собе и више                                               | 14883    |
| 167 | Појединачна домаћинства са једним собом                                                          | 3961     |
| 168 | Појединачна домаћинства са две собе                                                              | 5673     |
| 169 | Појединачна домаћинства са 3 собе и више                                                         | 17760    |
| 170 | Појединачна домаћинства која имају електрично светло                                             | 26731    |
| 171 | Појединачна домаћинства која немају електрично светло                                            | 711      |
| 172 | Појединачна домаћинства која имају водоводну воду у стамбеном простору                           | 20368    |
| 173 | Појединачна домаћинства која немају водоводну воду у стамбеном простору                          | 7061     |
| 174 | Појединачна домаћинства која имају тоалет                                                        | 26817    |
| 175 | Појединачна домаћинства која имају канализацију                                                  | 25652    |
| 176 | Појединачна домаћинства која немају канализацију                                                 | 1768     |
| 177 | Појединачна домаћинства која имају електрично светло, довод воде из јавне мреже и канализацију   | 19473    |
| 178 | Појединачна домаћинства без икаквих услова                                                       | 768      |
| 179 | Појединачна домаћинства која имају радио                                                         | 19581    |
| 180 | Појединачна домаћинства која имају телевизор                                                     | 25576    |
| 181 | Појединачна домаћинства која имају фрижидер                                                      | 22610    |
| 182 | Појединачна домаћинства која имају машину за веш                                                 | 16579    |
| 183 | Појединачна домаћинства која имају аутомобил или комби                                           | 8151     |
| 184 | Појединачна домаћинства која имају рачунар                                                       | 5075     |
| 185 | Појединачна домаћинства која имају фиксну телефонску линију                                      | 8644     |
| 186 | Појединачна домаћинства која имају мобилни телефон                                               | 16976    |
| 187 | Појединачна домаћинства која имају приступ интернету                                             | 3308     |